# Попугаев, Михаил Михайлович
Михаил Михайлович Попугаев — советский хозяйственный деятель и деятель науки.

## Биография
Родился в 1912 году в селе Куриловка. Член КПСС.
С 1929 года — на хозяйственной, общественной и политической работе. В 1929—1983 гг. — сельскохозяйственный работник, красноармеец, агроном в Саратовской области, участник Великой Отечественной войны в составе 249-го стрелкового полка 16-й стрелковой дивизии 9-й гвардейской армии ЦГВ, агроном в Саратовской области, директор НИИ сельского хозяйства Юго-Востока в городе Саратове.
Умер в Саратове в 1993 году.

## Награды
- орден Ленина
- орден Отечественной войны I степени (30.04.1945)
- орден Отечественной войны II степени (06.04.1985)
- орден Трудового Красного Знамени
- орден Красной Звезды (03.08.1944)
- орден «Знак Почёта» (23.12.1976; 21.10.1982)